# Vindiš
Vindiš je priimek več znanih Slovencev :
- Alenka Vindiš (*1978), fotomodel
- Bojan Vindiš, kolesar
- Janez Vindiš (*1948), politik, poslanec in ekonomist
- Luka Vindiš (*1994), nogometaš
- Mirko Vindiš (*1963), atlet, maratonec